# 愛国再建同盟
愛国再建同盟（あいこくさいけんどうめい、英: Alliance for Patriotic Reorientation and Construction, APRC）は、ガンビアの政党。1994年の軍事クーデターを起こした将校らによって結成され、1996年から2017年までヤヒヤ・ジャメ政権の与党であった。

## 沿革
1996年、同年の大統領選挙に向けて、ヤヒヤ・ジャメ陣営の支援組織として発足した。ジャメが所属するジョラ族から特に高い支持を集め、APRC政権時代の政府高官も主にジョラ族によって占められていた。
2001年の大統領選挙でも、52.8%の得票率でジャメが当選。2002年の国民議会選挙では48議席中45議席（うち33議席は対立候補なし）の圧倒的多数を確保した。野党の統一民主党は選挙をボイコットした。
2006年の大統領選挙では67.3%の得票率でジャメが3期目の当選。2007年7月25日の国民議会選挙では48議席中42議席を獲得した。2012年の国民議会選挙でも、48議席中43議席を獲得した。
2016年の大統領選挙では、野党連合のアダマ・バロウ候補に43.3%対39.6%の得票率でジャメが敗れ、初めて政権を明け渡した。2017年の国民議会選挙では、ほとんどの議席を失い、長年のライバルであった統一民主党に地滑り的勝利を許した。
2021年の大統領選挙では、独自に候補者を立てず、かつての政敵であったバーロウの支持にまわった。しかし、ジャメはこれを認めず、ガンビア民主会議のママ・カンデ候補を支持し、党内が分裂した。